# 森田了介
森田 了介（もりた りょうすけ、1990年1月20日 - ）は、日本の男性声優。81プロデュース所属。高知県出身。

## 略歴
東京アニメーションカレッジ専門学校卒業。

## 人物
方言は土佐弁。趣味・特技は空手、フットサル。

## 出演

### テレビアニメ
2012年
- クロスファイト ビーダマンeS（男性客）
- SKET DANCE（TVドラマの男）
- デュエル・マスターズ ビクトリーV（トラッキングアツシ、クーガ）
- ハヤテのごとく! シリーズ（2012年 - 2013年、警部、柏木刑事） - 2シリーズ
- めだかボックス（男子生徒）
- メタルファイト ベイブレード ZEROG（男A）
- ヨルムンガンド（海賊、フロントマン、アーキン、ポー、ホウ 他） - 2シリーズ

2013年
- THE UNLIMITED 兵部京介（看守、クルー、ESP部隊兵、通信兵、アナウンサー、警察官）
- 団地ともお（2013年 - 2015年、コメンテーター、おもちゃ屋の店主、アナウンサー、アナウンス）
- ポケットモンスター ベストウイッシュ シーズン2（部隊長D、密猟者、巨大クイタラン、ヨノワール、街の人） - 2シリーズ

2014年
- そにアニ -SUPER SONICO THE ANIMATION-（商店街の店主D）
- テンカイナイト（体育の先生、スペクトロス兵）
- ドラゴンコレクション（2014年 - 2015年、アームドライオン、フリビュスチェ、アリオク、イビルイフリート、ルルイエマリーン 他）
- 名探偵コナン（刑事）

2015年
- アイドルマスター シンデレラガールズ（ベテランカメラマン）
- カードファイト!! ヴァンガードG（2015年 - 2016年、整備士、社員） - 2シリーズ
- 銀魂゜（真選組隊士A）
- ハッカドール THE あにめ〜しょん（プロデューサー、課長、店長）

2016年
- 12歳。〜ちっちゃなムネのトキメキ〜（塾の講師）
- それいけ!アンパンマン（2016年 - 2024年、右大臣〈9代目→11代目〉、ネコの旅人、クロワッサン王〈5代目〉）
- ベイブレードバースト（係員B）
- マギ シンドバッドの冒険（兵士）

2017年
- リトルウィッチアカデミア（泥棒、ボブ、男性）
- 100%パスカル先生（お医者さん、野口先生、暴走男1、三輪車パスカル、フューチャーパスカル 他）
- ゼロから始める魔法の書（弓兵、十三番の手下A）

2018年
- 1日外出録ハンチョウ（蕎麦屋の大将）
- 爆釣バーハンター（警備員）

2019年
- 忍たま乱太郎（2019年 - 2022年、剣豪、山賊）

2020年
- ドロヘドロ（町内会）

2022年
- 骸骨騎士様、只今異世界へお出掛け中（族長）

2023年
- 便利屋斎藤さん、異世界に行く（パワーウィザード）
- め組の大吾 救国のオレンジ（助教A、隊員A、客A）

2024年
- 百姓貴族（アメリカの牧場主、面接官、空手部顧問）

2025年
- シャングリラ・フロンティア（ジョンソン・ショーン・アンダーウッド）
- 鬼人幻燈抄（坂本龍馬）

### 劇場アニメ
- 伏 鉄砲娘の捕物帳（2012年）

### OVA
- いじめ（2012年、父親）※『ちゃお』2012年3月号付録
- マギ シンドバッドの冒険（2014年、兵士）※単行本第4巻OVA付き特別版

### Webアニメ
- 機動戦士ガンダム サンダーボルト（2015年、フィッシャー・ネス）
- マジックエアポート（2021年、オオゾラ博士[4]）
- 君に届け 3RD SEASON（2024年、田中、茂木、千鶴の兄）

### ゲーム
- エクストルーパーズ（2012年、偵察部）
- 幕末Rock 超魂（2014年、老中）
- フィリスのアトリエ 〜不思議な旅の錬金術士〜（2016年、カイ・ホルトハウス[5]）
- Fate/Grand Order（2019年 - 2021年、田中新兵衛[6]、カルデア職員 他） - 土佐弁監修も担当[7][8]
- SAMURAI SPIRITS（2019年、タムタム）
- 聖剣伝説3 TRIALS of MANA（2020年、ロキ）
- 聖剣伝説 VISIONS of MANA（2024年）

### 吹き替え

#### 映画
2014年
- エクスペンダブルズ3 ワールドミッション（衛兵7）
- グランドピアノ 狙われた黒鍵
- S.I.U. ロサンゼルス特捜隊（ニック〈アンドリュー・キーガン〉）
- 30日の婚活トラベル

2015年
- ヴィジット
- キングスマン
- ラン・オールナイト

2016年
- インデペンデンス・デイ: リサージェンス（リッター〈ジェームズ・A・ウッズ〉他）
- X-MEN:アポカリプス（フィールズ将軍〈コンラッド・コーツ〉他）
- GARMWARS ガルム・ウォーズ（審問官C）
- コンカッション (ロジャー・グッデル〈ルーク・ウィルソン〉 )
- デッドプール
- ナチュラル・ボーン・ブランクスター〜究極ドッキリ作戦（ヴィクター〈ヴィタリー・ズドラドスキー〉）
- 白鯨との闘い
- プリズナーズ ※BSジャパン版
- ボーターライン
- ホワイト・ガール（キロ〈アンソニー・ラモス〉）
- 燃えよドラゴン（ハン）※TBS版WOWOW追加収録部分
- レヴェナント: 蘇えりし者

2017年
- アメリカで最も嫌われた女性
- エイリアン: コヴェナント（アンカー〈アレクサンダー・イングランド〉）
- ガーディアンズ・オブ・ギャラクシー:リミックス（殴られラヴェジャー）
- キングコング:髑髏島の巨神（荷下ろす兵士）
- ザ・スイッチ（ポーター〈ジェームズ・ゴッドフリー〉）
- 砂の城
- ハンズ・オブ・ストーン（シュガー・レイ・レナード〈アッシャー・レイモンド〉）
- ヘルウィーク（フランク〈トシン・コール〉）
- マグニフィセント・セブン（マシュー・カレン〈マット・ボマー〉）
- LOGAN/ローガン

2018年
- くるみ割り人形と秘密の王国（第2のポリシネル）
- クローバーフィールド・パラドックス
- シェイプ・オブ・ウォーター（ルー〈デネイ・フォレスト〉）

2019年
- 女処刑人
- ファイナル・フェーズ破壊（マイケル〈オースティン・ストウェル〉）

2021年
- ファザーフッド（オスカー〈アンソニー・キャリガン〉）※Netflix版

2022年
- プレデター:ザ・プレイ（ラファエル・アドリーニ〈ベレット・ティラー〉）
- マイ・ニューヨーク・ダイアリー（ドン〈ダグラス・ブース〉）

2023年
- アルティメット・ブロンド（ジミー〈マシュー・ローレンス〉）
- オーバーホール ～トラック・レーサー～ (ダニーロ〈ハファエウ・ロガン〉)

#### ドラマ
- ストレイン 沈黙のエクリプス（2014年）
- 宇宙船レッド・ドワーフ号（2015年）
- センス8（カフィアス・"ヴァン・ダム"・オニャンゴ〈アムル・アミーン（第1シーズン）、トビー・オンウメール（第2シーズン）〉）
- ナルコス（2015年、フィデル〈グスタボ・アンガリータ・Jr〉、ストッダード〈レイモンド・アブラック〉他）
- 親愛なる白人様（2017年、トロイ〈ブランドン・P・ベル〉）
- プリズン・ブレイク (2017年、ジャ〈リック・ユーン〉)
- ナルコス:メキシコ編（2018年、競売人〈グレッグ・イーグルス〉、ウィーラー〈ホレス・ドッド〉）
- ARROW / アロー＜セブンス・シーズン＞（2019年、レネ･ラミレス 〈リック･ゴンザレス〉）
- エルスワールド 最強ヒーロー外伝（2019年、 レネ・ラミレス 〈リック・ゴンザレス〉）
- ブルックリン・ナイン-ナイン（2019年、スアレス）
- 殺人を無罪にする方法（2020年、ガブリエル・マドックス〈ローム・フリン〉）※Netflix版
- クイーンズ・ギャンビット（2020年）
- おくびょうねこな私たち（2021年、ニール・ウォード〈マイケル・テイゲン〉）
- ベイカー街探偵団（2021年、ドクター・ワトソン〈ロイス・ピアソン〉）

#### アニメ
- アルティメット・スパイダーマン ウェブ・ウォーリアーズ（スパイダー・ナイト）
- アルティメット・スパイダーマン VS シニスター・シックス（スパイダー・ナイト、ボーン・スパイダー）
- きかんしゃトーマス（猿の使い、シェイン、中国のクレーン車 他）
- 時光代理人 -LINK CLICK-（陳彬〈チェン・ビン〉） -2シーズン[一覧 5]
- ズートピア（オオカミのウィリス）
- ちいさなプリンセス ソフィア（ブライアン）
- メアリーと秘密の王国（バイカージョッキー）
- RWBY（スカイ・ラーク）

### オーディオブック
- 知りたくないではすまされない ニュースの裏側を見抜くためにこれだけは学んでおきたいこと（2019年、朗読[14]）
- エンタテインメントの作り方 売れる小説はこう書く（2020年、朗読[14]）
- 双血の墓碑銘（2021年、坂本龍馬 他[15]）
- 裏道を行け ディストピア世界をHACKする（2022年、朗読[14]）
- 友人キャラは大変ですか? 第2巻（2022年、コントン 他[16]）

### その他
- 真・週刊コミックTV「超人ロック」（敵1）
- モーションコミック『食キング』（大家）
- 日立 世界・ふしぎ発見!（ボイスオーバー）

### シリーズ一覧
1. ↑  第3作『ハヤテのごとく！ CAN'T TAKE MY EYES OFF YOU』（2012年）、第4作『ハヤテのごとく！ Cuties』（2013年）
2. ↑  第1期（2012年）、第2期『PERFECT ORDER』（2012年）
3. ↑  第2クール『エピソードN』（2013年）、第3クール『デコロラアドベンチャー』（2013年）
4. ↑  第1期（2015年）、第3期『ストライドゲート編』（2016年）
5. ↑  第1期（2022年）、第2期、『LINK CLICK-II』（2024年）

### 初出話一覧
1. 1 2 3  第24話初出
2. ↑  第45話初出
3. ↑  第15話初出